# Куимов, Николай Григорьевич
Николай Григорьевич Куимов (род. 13 мая 1945 года) — генерал-майор ВС СССР, начальник Челябинского высшего танкового командного училища в 1989—1994 годах.

## Биография
Окончил Благовещенское танковое училище в 1967 году. Командир танкового взвода, роты и батальона в 1967—1975 годах. В 1978 году окончил Военную академию Генерального штаба ВС СССР, служил командиром полка в 1978—1980 годах. В 1980—1983 годах был командирован в Сирию, в 1983—1985 годах — заместитель командира мотострелковой дивизии, в 1985—1989 годах — командир мотострелковой дивизии.
В 1989—1994 годах — начальник Челябинского высшего танкового командного училища, до 1993 года также был начальником Челябинского гарнизона. Избирался в Челябинский городской совет народных депутатов. Позже занял пост инспектора Центрального военного округа.

## Награды
- Орден Красной Звезды[3]
- Медаль «В ознаменование 100-летия со дня рождения Владимира Ильича Ленина»[3]
- Медаль «Двадцать лет победы в Великой Отечественной войне 1941—1945 гг.»[3]
- Медаль «Ветеран Вооружённых Сил СССР»[3]
- Медаль «50 лет Вооружённых Сил СССР»[3]
- Медаль «60 лет Вооружённых Сил СССР»[3]
- Медаль «70 лет Вооружённых Сил СССР»[3]
- Медаль «За безупречную службу» I, II и III степеней[3]